# Linia kolejowa Caserta – Foggia
Linia kolejowa Caserta-Foggia – państwowa włoska linia kolejowa łącząca Casertę, w regionie Kampania, z Foggią w Apulii.
Zarządzana jest przez RFI.
Linia ma długość 164 km i jest zelektryfikowana napięciem 3000 V prądu stałego.

## Historia[2]
| Odcinek                      | Inauguracja      |
| ---------------------------- | ---------------- |
| Bovino-Foggia                | 27 stycznia 1867 |
| Caserta-Casalduni            | 15 marca 1868    |
| Casalduni-Benevento          | 18 kwietnia 1868 |
| Benevento-Santo Spirito      | 1 sierpnia 1868  |
| Savignano-Bovino             | 1 sierpnia 1868  |
| Starza-Pianerottolo          | 25 stycznia 1869 |
| Savignano-Pianerottolo       | 12 czerwca 1869  |
| Santo Spirito-Starza         | 26 maja 1870     |
| łącznica Telese-Telese Bagni | 15 lipca 1883    |